# بلویدر (ایلینوی)
بلویدر، ایلینوی (به انگلیسی: Belvidere, Illinois) یک شهر در ایالات متحده آمریکا با جمعیت ۲۵٬۵۸۵ نفر است که در ایلی‌نوی واقع شده‌است.

## موقعیت جغرافیایی
موقعیت جغرافیایی شهرها و مناطق اطراف به شرح زیر است: